# 11. konjeniški polk (Italija)
11. konjeniški polk Cavalleggeri di Foggia je bil konjeniški polk Kraljeve sardinske in Kraljeve italijanske kopenske vojske.

## Zgodovina
Polk je bil prvotno nastanjen na Korziki, razpuščen pa je bil v Neaplju.